# یواس‌اس دانل (دی‌ئی-۵۶)
یواس‌اس دانل (دی‌ئی-۵۶) (به انگلیسی: (USS Donnell (DE-56) یک کشتی با طول ۳۰۶ فوت (۹۳ متر) است. این کشتی در سال ۱۹۴۳ ساخته شد.